# Jacek Kacprzak
Jacek Adam Kacprzak (ur. 23 grudnia 1970 w Białobrzegach) – polski piłkarz, pomocnik. Reprezentant Polski juniorów. Mistrz Polski, zdobywca Pucharu Polski i Superpucharu z Legią Warszawa. Po zakończeniu kariery piłkarskiej trener.
Z zawodu technik ekonomista. Karierę zawodniczą rozpoczynał w wieku 16 lat w Pilicy Białobrzegi. W 1987 roku przeszedł do Radomiaka Radom. 2 lata później wywalczył z nim brązowy medal mistrzostw Polski juniorów. Po sezonie 1990/1991 podpisał kontrakt z Legią Warszawa. W ekstraklasie zadebiutował 27 lipca 1991 roku w domowym meczu przeciwko krakowskiemu Hutnikowi. W rozgrywkach o mistrzostwo Polski 1991/1992 Kacprzak z drużyną zajął 10. miejsce. Wystąpił w 32 spotkaniach ligowych, strzelając 3 bramki. Rok później wywalczył z zespołem wicemistrzostwo kraju. W związku z nigdy nieudowodnionymi podejrzeniami o niesportową postawę w trakcie gier drużyna z Warszawy nie objęła tytułu mistrza Polski i została wycofana z rozgrywek europejskich. W tym sezonie Kacprzak wystąpił w lidze w 26 meczach i zdobył 2 gole. W 1993 roku przeszedł do stołecznej Polonii, z którą po roku spadł z ekstraklasy. Przed rozpoczęciem kolejnego sezonu wrócił do Legii. W 1995 roku wywalczył z nią mistrzostwo kraju, puchar krajowy i superpuchar. W kolejnym sezonie z Legią przystępował do Ligi Mistrzów UEFA, gdzie wystąpił w 1 spotkaniu. W 1996 roku ponownie zdobył z Legią wicemistrzostwo Polski (rozegrał 4 mecze, strzelił 1 bramkę). W następnych rozgrywkach ekstraklasy (1996/1997) sięgnął z zespołem po puchar krajowy, a rok później po superpuchar. Potem wyjechał do Grecji, by reprezentować barwy kolejno AE Larisa i Panetolikosu. Jesienią sezonu 1999/2000 grał duńskim I-ligowym Aarhus GF. W lidze rozegrał 6 spotkań i strzelił 1 bramkę. W 2000 roku wrócił do Polski i został zawodnikiem Dyskobolii Grodzisk Wielkopolski, dla której zaliczył 8 trafień do bramki rywala w ekstraklasie. Potem grał w: Radomiaku, Górniku Polkowice i Stasiaku Opoczno, po czym z powrotem przeszedł do Radomiaka. Po dwóch sezonach spędzonych na zapleczu ekstraklasy z „Zielonymi” spadł do III ligi. Potem grał w Pilicy Białobrzegi, w której kończył karierę i pełnił jednocześnie obowiązki szkoleniowca, od 2009 (karierę oficjalnie zakończył we wrześniu 2012).
W kwietniu 2007 roku, jako zawodnik III-ligowego Radomiaka, odebrał dyplom trenerski drugiej klasy. Zmagał się z kontuzją kolana i nie mógł trenować. W walce o II ligę po przegranym spotkaniu radomian z wiceliderem, Concordią Piotrków trybunalski, przejął funkcję po Józefie Antoniaku I trenera zespołu. Jego grającym asystentem został kapitan – Zbigniew Wachowicz. Zaliczył udany debiut, gdyż jego podopieczni na własnym stadionie pokonali Olimpię Elbląg 2:0. Po ostatnim spotkaniu ligowym zakończył pracę w Radomiaku, a piłkarze pozostali w III lidze, plasując się na 7. miejscu.
W lutym 2007 roku został mianowany menadżerem sportu w urzędzie gminy Białobrzegi. W tym samym oraz w 2015 roku bez powodzenia kandydował do Sejmu z listy Platformy Obywatelskiej.